# Arinos
Arinos é um município brasileiro do estado de Minas Gerais. Sua população recenseada em 2022 era de 17 272 habitantes.

## História
O município foi criado pela lei estadual nº 2764, de 30 de dezembro de 1962, e instalado no dia 1 de março de 1963.

### Etimologia
O topônimo é uma homenagem à família Melo Franco da qual se destaca seu grande expoente, Maximiano Afonso Arinos de Melo Franco.[carece de fontes?]

## Administração
- Prefeito: Marcílio Álisson Fonseca de Almeida (2025/2028)[3]
- Vice-prefeito: Willian Furtado Valadares[3]

## Economia
A economia local tem por base a Pecuária de Corte e de Leite, a Agricultura, comércio local, além de pequenas indústrias.[carece de fontes?]

## Saúde
Arinos conta com um Hospital Municipal, situado na parte central da cidade, e inúmeros postos de saúde espalhados por regiões estratégicas, além dos postos de atendimento à população dos povoados e distritos pertencentes ao município.[carece de fontes?]

## Turismo
Arinos conta com um centro de apoio ao turismo e faz parte do Circuito Turístico Urucuia Grande Sertão.[carece de fontes?]

### Parque Nacional Grande Sertão Veredas
Localizado no Estado de Minas Gerais, o parque fica numa região repleta de rochas areníticas, criando um cenário de especial beleza. O Rio Preto é o seu principal curso d'água, e o rio Carinhanha - de cor marrom - faz divisa com a unidade de conservação, ao Norte. Devido à grande capacidade de armazenamento da água nos solos, formam-se veredas, que dão nome ao parque. São locais onde a água se acumula, formando pequenos riachos. Ali se desenvolve a mais brasileira das palmeiras, o buriti; que além de proteger as nascentes, serve como local de pouso e ninhal de várias espécies de aves, como araras, tucanos, papagaios e periquitos que vivem na região.
A ideia da criação do Parque surgiu como uma homenagem ao escritor Guimarães Rosa, autor do livro que descreve com riqueza as paisagens e personagens locais; além de ser também uma forma de tentar proteger esse ecossistema tão especial, formado por veredas e chapadões de cerrado.
Representantes da fauna comum dos cerrados também estão presentes, vários deles em perigo ou ameaçados de extinção, como o cervo-do-pantanal, o lobo-guará, a arara-vermelha, a ema, a seriema, o tatu-canastra, o tatu-bola, o mutum, a suçuarana, entre vários outros; eles podem ser observados durante uma breve caminhada pelas trilhas locais. O Parque possui hoje uma área aproximada de 231 mil hectares e está localizado nas proximidades dos municípios de Chapada Gaúcha, Formoso e São Francisco. Mas ainda não está aberto à visitação pública; é preciso autorização prévia do IBAMA para entrar e conhecer o local.

### Cachoeiras
Boi Preto, da Ilha, do Rio Claro, do São Miguel e do Bebedouro. Além da Cachoeira da Jibóia no município vizinho (Uruana de Minas/MG).[carece de fontes?]

## Geografia
Em Minas Gerais, encontra-se na Mesorregião do Noroeste de Minas, mais precisamente na Microrregião de Unaí. Está a meio caminho entre a Capital Federal e o norte do estado, que apresenta a pecuária como sua principal fonte de renda.
Arinos é o sexto maior município de Minas Gerais, com uma área em torno de 5.322.795 km².

### Hidrografia
Banhada pelo rio Urucuia um dos maiores afluentes do São Francisco. O ponto mais alto do município é de 927 metros. Local: Serra do Meio.[carece de fontes?]

### Rodovias
- MG-202
- BR-479

### Clima
Segundo dados do Instituto Nacional de Meteorologia (INMET), desde 1976 a menor temperatura observada em Arinos ocorreu em 18 de julho de 2000, com mínima de 7,1 °C, enquanto a maior foi registrada em 26 de setembro de 2023, quando a máxima atingiu 42,9 °C. O maior acumulado de precipitação em 24 horas alcançou 152,5 milímetros (mm) em 8 de janeiro de 1979, seguido por  150,2 mm em 12 de dezembro de 1980. Outros grandes acumulados iguais ou superiores a 100 mm foram: 117,8 mm em 4 de dezembro de 2008, 109,8 mm em 10 de dezembro de 2002, 104,2 mm em 15 de janeiro de 2011, 103,8 mm em 27 de novembro de 2011, 101 mm em 25 de dezembro de 1999, 100,5 mm em 3 de dezembro de 1987 e 100,2 mm em 19 de dezembro de 1989. Janeiro de 1979, com 716,6 mm, é o mês mais chuvoso da série histórica, seguido por dezembro de 1989, com 709,1 mm.
| Dados climatológicos para Arinos (OMM: 83384)                                                  | Dados climatológicos para Arinos (OMM: 83384) | Dados climatológicos para Arinos (OMM: 83384) | Dados climatológicos para Arinos (OMM: 83384) | Dados climatológicos para Arinos (OMM: 83384) | Dados climatológicos para Arinos (OMM: 83384) | Dados climatológicos para Arinos (OMM: 83384) | Dados climatológicos para Arinos (OMM: 83384) | Dados climatológicos para Arinos (OMM: 83384) | Dados climatológicos para Arinos (OMM: 83384) | Dados climatológicos para Arinos (OMM: 83384) | Dados climatológicos para Arinos (OMM: 83384) | Dados climatológicos para Arinos (OMM: 83384) | Dados climatológicos para Arinos (OMM: 83384) |
| Mês                                                                                            | Jan                                           | Fev                                           | Mar                                           | Abr                                           | Mai                                           | Jun                                           | Jul                                           | Ago                                           | Set                                           | Out                                           | Nov                                           | Dez                                           | Ano                                           |
| ---------------------------------------------------------------------------------------------- | --------------------------------------------- | --------------------------------------------- | --------------------------------------------- | --------------------------------------------- | --------------------------------------------- | --------------------------------------------- | --------------------------------------------- | --------------------------------------------- | --------------------------------------------- | --------------------------------------------- | --------------------------------------------- | --------------------------------------------- | --------------------------------------------- |
| Temperatura máxima recorde (°C)                                                                | 39                                            | 39,2                                          | 38,4                                          | 38,1                                          | 37                                            | 36,1                                          | 37,4                                          | 38,3                                          | 42,9                                          | 42,5                                          | 42,5                                          | 39,4                                          | 42,9                                          |
| Temperatura máxima média (°C)                                                                  | 32,4                                          | 32,8                                          | 32,4                                          | 32,2                                          | 31,1                                          | 30,5                                          | 30,7                                          | 32,5                                          | 34,7                                          | 35                                            | 32,4                                          | 32                                            | 32,4                                          |
| Temperatura média compensada (°C)                                                              | 26                                            | 26,2                                          | 25,8                                          | 25,4                                          | 23,6                                          | 22,2                                          | 22,1                                          | 23,8                                          | 26,4                                          | 27,5                                          | 25,9                                          | 25,7                                          | 25,1                                          |
| Temperatura mínima média (°C)                                                                  | 21,2                                          | 21,3                                          | 21,3                                          | 20,4                                          | 17,8                                          | 15,6                                          | 15                                            | 16,2                                          | 19,2                                          | 21,2                                          | 21,3                                          | 21,2                                          | 19,3                                          |
| Temperatura mínima recorde (°C)                                                                | 13,2                                          | 16,8                                          | 16,8                                          | 12                                            | 8,7                                           | 7,9                                           | 7,1                                           | 8,9                                           | 11,2                                          | 12,2                                          | 13,6                                          | 15,2                                          | 7,1                                           |
| Precipitação (mm)                                                                              | 183,1                                         | 140,9                                         | 178,7                                         | 65,2                                          | 15,9                                          | 2,9                                           | 0,2                                           | 4,9                                           | 11,7                                          | 67,1                                          | 200,6                                         | 234,7                                         | 1 105,9                                       |
| Dias com precipitação                                                                          | 12                                            | 9                                             | 11                                            | 5                                             | 2                                             | 0                                             | 0                                             | 1                                             | 2                                             | 6                                             | 13                                            | 15                                            | 76                                            |
| Umidade relativa compensada (%)                                                                | 70,5                                          | 69,5                                          | 72,6                                          | 68,9                                          | 66                                            | 62,1                                          | 55,6                                          | 48,3                                          | 45                                            | 52,1                                          | 69                                            | 73                                            | 62,7                                          |
| Insolação (h)                                                                                  | 194                                           | 188                                           | 206,1                                         | 234,3                                         | 235                                           | 230,6                                         | 260,7                                         | 271,6                                         | 234,3                                         | 227                                           | 162,3                                         | 150,1                                         | 2 594                                         |
| Fonte: INMET (normal climatológica de 1991-2020; recordes de temperatura: 01/06/1976-presente) |                                               |                                               |                                               |                                               |                                               |                                               |                                               |                                               |                                               |                                               |                                               |                                               |                                               |

### Vegetação
Sua vegetação é constituída pelo cerrado brasileiro. Sua fauna também é característica do cerrado, tendo grandes variedade em espécies por todos os ambientes.[carece de fontes?]

## Esporte
O município junto com as instituições de ensino, é representado lá fora por seus times de futsal, voleibol, handebol, basquete, etc. São em campeonatos como JEMG, JIMI, JIF, JIFENMG, INTER TV e outros a mais, que a cidade de Arinos leva o nome como sendo a melhor no esporte da região, trazendo sempre troféus, medalhas e o orgulho para todos os arinenses. Além disso, contém também times de futebol, como Azulão e Veredão, que sempre participam e se destacam nos campeonatos regionais.[carece de fontes?]

## Cultura
- Casa da Cultura;
- Museu Pe. Alfonso Pastore;
- Biblioteca Municipal;
- Feira de Artesanato e Cultura;
- Grupos folclóricos;
- Fanfarras;
- Folias de Reis.

## Culinária
A culinária regional apresenta vários pratos, como o arroz com pequi, carne de sol, pão de queijo, angu com quiabo, paçoca, feijão tropeiro com torresmo, beiju, rapadura, panelada, picado de arroz, dourado assado, vários pratos feitos com o tradicional surubim dos rios da região, e ainda frutas do cerrado, como umbu, pinha, tamarindo, fruta do conde, coquinho, cagaita, caju, cajuí, maxixe, buriti, jenipapo, banana-caturra, utilizados na produção artesanal de sucos, licores e doces.[carece de fontes?]

## Subdivisões
A cidade está dividida nos seguintes bairros:
- Centro;
- Primavera I;
- Primavera II;
- Crispim Santana;
- Jardim Paulista;
- Recanto da Paz;
- Planalto;
- Buriti;
- Frei Pio;
- Urucuia;
- Bairro do Sol.

### Distritos
O município é constituído pela cidade de Arinos, e outros distritos, como Igrejinha, Morrinhos e Sagarana. Além de diversas vilas, pequenos povoados, e a zona rural, composta por fazendas, sítios e chácaras.[carece de fontes?]

## Infraestrutura
Arinos conta com uma infraestrutura de cidade de porte pequeno, onde conta com um Hospital Municipal e vários PSF, Policia Civil, Policia Militar, Polícia Rodoviária, Estação de Tratamento de Água, Estação de tratamento de esgoto, Usina de Reciclagem e Compostagem de Lixo, Rodoviária, Praças, Habitações Populares, Condomínio (Terra Park Club), Parque de Exposição, Academias, Estádio (Nego Si), Clube, Bancos (Banco do Brasil, Bradesco, Nordeste, BMG, Sicoob e Caixa "Lotérica"), Correio, IMA, IEF, Fórum e etc.[carece de fontes?]

## Comunicação
A cidade conta com duas rádios em funcionamento: UNIÃO FM 87.9 e TERRA BRASIL FM 96.7.[carece de fontes?]

## Religião
O município possui diversos segmentos religiosos: Católica; Protestantismo (evangélicos de todas as religiões); Espíritas (Kardecismo, Vale do Amanhecer); Adeptos das religiões Afro-brasileiras (Umbanda e Candomblé); Além de outros grupos religiosos.[carece de fontes?]

## Eventos
Os principais eventos da cidade, que se realizam todos os anos, são:
- Réveillon;
- Carnaval;
- Expoagro;
- Festa de aniversário da cidade e também dos distritos;
- Festa de Romaria de Nossa Senhora Aparecida e São José;